# Radosław Tadajewski
Radosław Tadajewski (Lublin, Polonia, 17 de enero de 1980) es un inversor, empresario, fundador y presidente de diversas compañías; fundador del fondo de capital riesgo Czysta3.vc. 

## Biografía
En 2004 obtuvo el título de Derecho en la Universidad de Breslavia. Estudió también en dos universidades extranjeras – Derecho Internacional en la Universidad de Cambridge y en la Universidad Europea Viadrina en Fráncofort, donde fue alumno del programa MBA y, como primer Polaco, obtuvo beca de la fundación Haniel Stiftung. 
Fundó su primer startup cuando tenía 23 años. En 2007 fue uno de los fundadores de Agencia de Corredores cotizada en Bolsa de Varsovia y de las manos de Vicepresidenta del Gobierno, Zyta Gilewska recibió estatuilla del primer Autorizado Asesor Financiero de NewConnect. Es fundador de muchas compañías, entre otras del uno de concesionarios más grandes de oro en Europa Central, Mennica Wrocławska, que pertenece al grupo Golden Mark o de una global, OORT Inc. – galardona de muchos premios, que trabaja sobre tecnología Smart Home. Durante su carrera profesional introdujo en la bolsa 5 compañías y las que controla, generaron unos miles millones de ingresos. 
Actualmente dirige el fondo de inversiones Czysta3.vc. 

## Publicaciones
Es autor de muchos artículos, publicados entre otros en: money.pl, Forbes, Associated Press, Mashable, Dziennik Gazeta Prawna, TVN CNBC, Puls Biznesu, The Wired Magazine, The Time, Computer BILD, eWeek, CBS News, International Business Times, Wall Street Journal, Tech Crunch, America OnLine, CNet. 
Fue conferenciante en las conferencias más importantes relativas a nuevas tecnologías: Internet of Things World, San Francisco; IBM Amplify, San Diego; Bluetooth World, Santa Clara; CES, Las Vegas; IBM Insight, Las Vegas; Appworld, Londres; UnBound, Londres; Smarthome World, Londres; Orange FAB, Paris; Internet of Things World, Berlín; Bluetooth World, Berlín; Bluetooth World, Ámsterdam; Infoshare, Gdańsk; IT Arena, Leópolis; Bluetooth World, Shanghái.

## Premios y galardones
- 2015 — Galardón para la compañía OORT Inc. otorgado por Gartner para una de las tres mejores soluciones Smart Home en el mundo
- 2015 — Galardón para la compañía OORT Inc. otorgado por Envisioneering Innovation & Design Award durante al feria CES que ha tenido lugar en enero en Las Vegas
- 2015 — Título de finalista de Bluetooth Breaktrough Award
- 2015 — Premio otorgado para OORT Inc. en el marco de Orange Fab